# Чёрный полоз
Чёрный полоз (лат. Coluber constrictor) — неядовитый вид змей из семейства ужеобразных, единственный представитель рода стройные полозы Coluber Linnaeus, 1758. Обитает в Северной Америке.

## Описание
Общая длина достигает 2 м. Голова очень маленькая, туловище очень тонкое и стройное. У змей, обитающих в восточной части ареала, спина окрашена в матово-чёрный цвет, у живущих на юго-западе имеет голубовато-зелёный оттенок. Брюхо желтоватое или чисто жёлтое.

## Образ жизни
Населяет берега водоёмов, болота, влажные луга и леса. Хорошо лазает, плавает и ныряет. Встречается на высоте до 2500 м над уровнем моря. Активен днём, питается мелкими амфибиями, рептилиями, птицами, птичьими яйцами и мелкими млекопитающими. Нередко охотится на мелких змей, включая ядовитых.

## Размножение
Это яйцекладущая змея. Самки откладывают от 3 до 40 яиц.

## Распространение
Обитает на юге и в центральных штатах США, провинции Саскачеван (Канада), штатах Дуранго и Юкатан (Мексика), Гватемале, Белизе.

## Подвиды
- Coluber constrictor anthicus (Cope, 1862)
- Coluber constrictor constrictor Linnaeus, 1758
- Coluber constrictor etheridgei Wilson, 1970
- Coluber constrictor flaviventris (Say, 1823)
- Coluber constrictor foxii (Baird & Girard, 1853)
- Coluber constrictor helvigularis Auffenberg, 1955
- Coluber constrictor latrunculus Wilson, 1970
- Coluber constrictor mormon Baird & Girard, 1852
- Coluber constrictor oaxaca (Jan, 1863)
- Coluber constrictor paludicola Auffenberg & Babitt, 1955
- Coluber constrictor priapus Dunn & Wood, 1939[4]

## Галерея

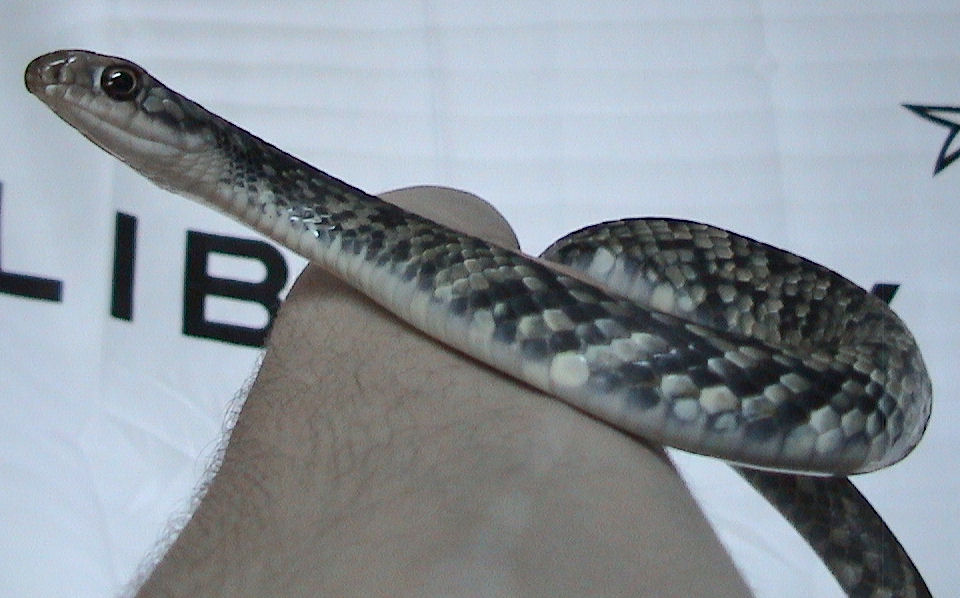
C. c. anthicus
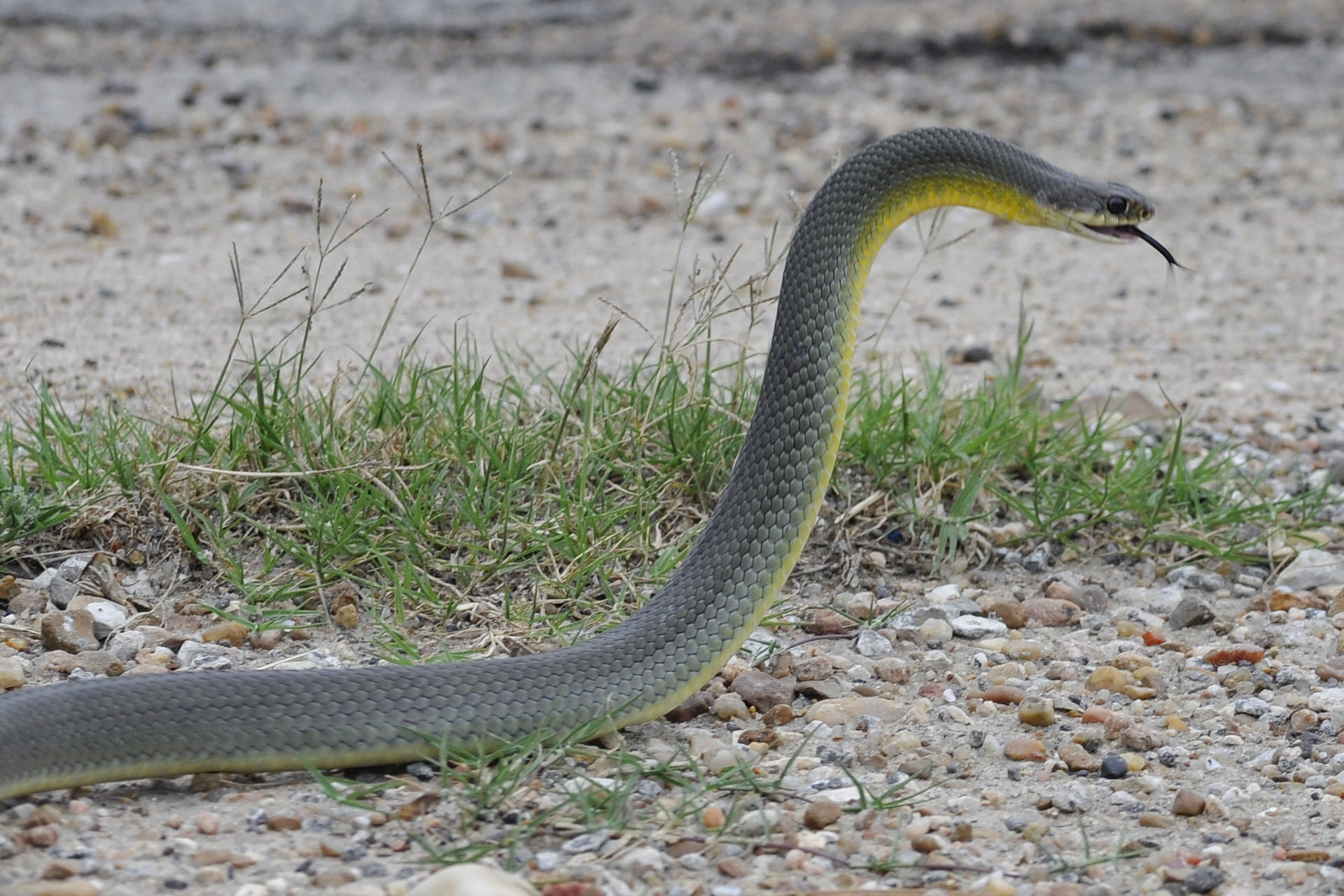
C. c. flaviventris
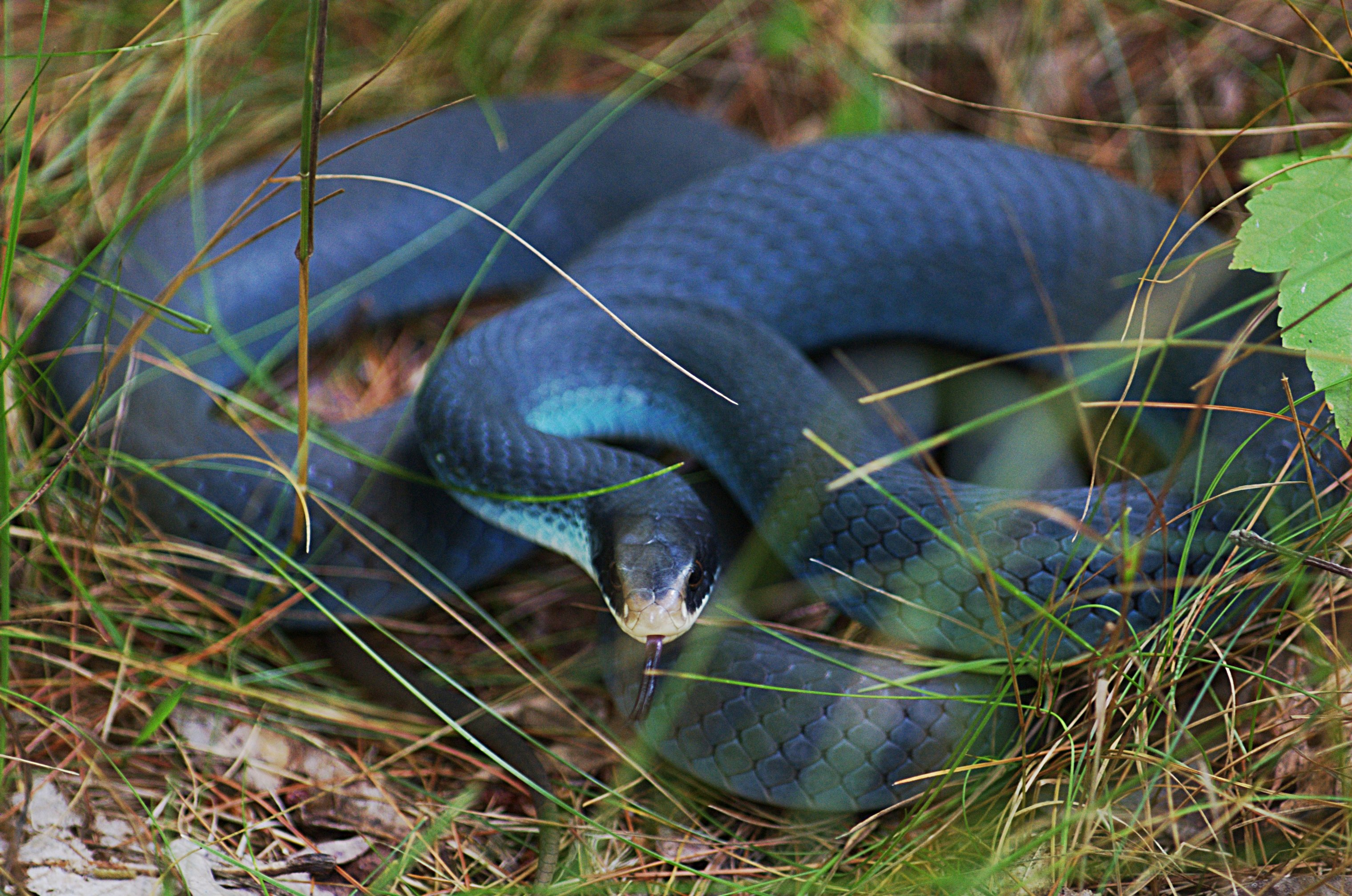
C. c. foxii
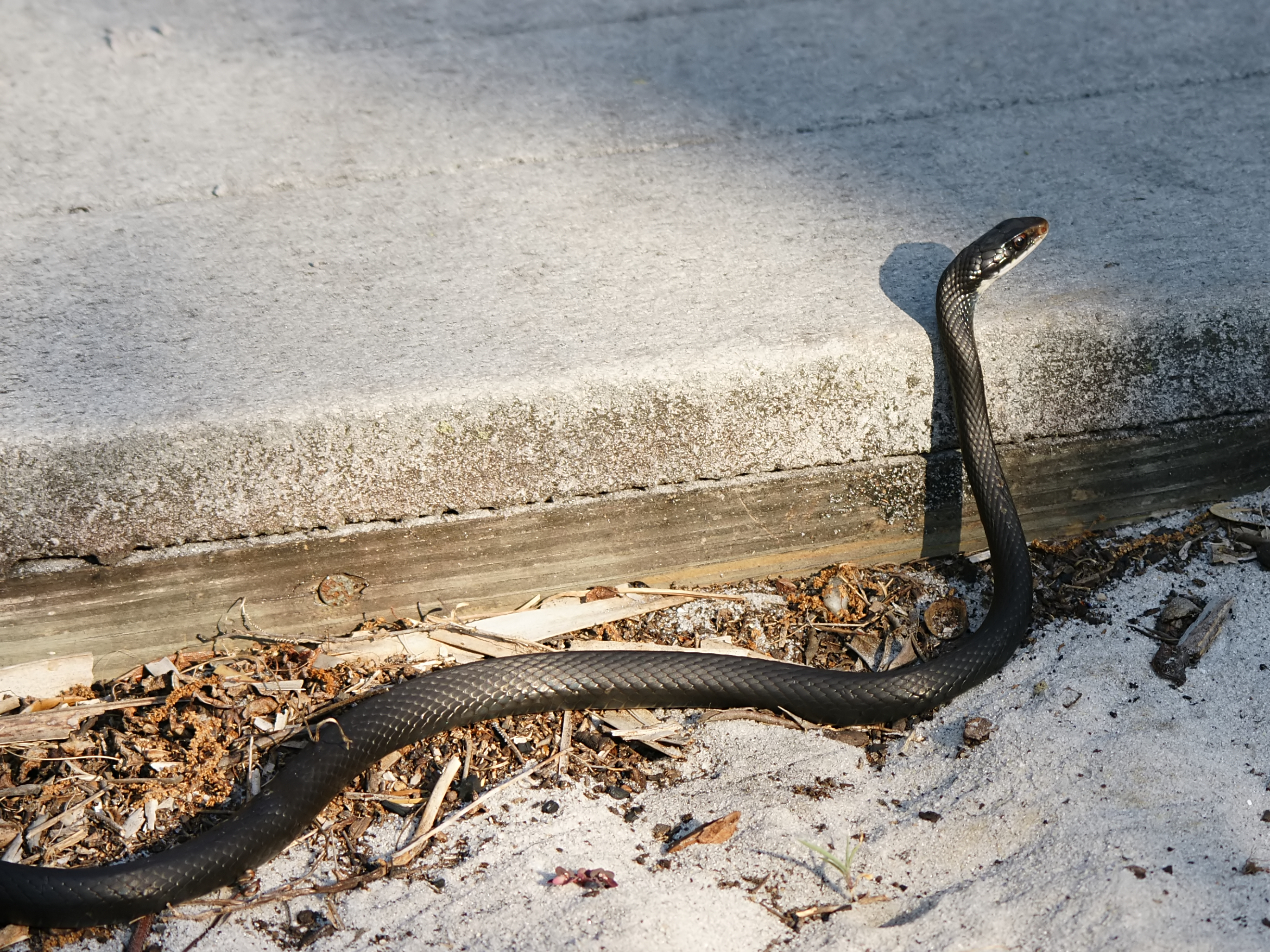
C. c. priapus